# Only the Strong (phim)
Nói chuyện bằng sức mạnh (tựa gốc phát hành tiếng Anh là: Only the Strong) là một bộ phim hành động, võ thuật Mỹ của đạo diễn Sheldon Lettich. Phim được phát hành vào năm 1993, chủ đề xuyên suốt của bộ phim là quảng bá và ca ngợi về môn võ có nguồn gốc từ Ba Tây là Capoeira.

## Cốt truyện
Câu chuyện bắt đầu bằng việc anh lính mũ nồi xanh Louis Stevens (do Mark Dacascos thủ vai) trở về quê nhà ở Miami sau khi hoàn thành nghĩa vụ quân sự tại Brasil. Tại Brasil, Stevens bên cạnh việc hoàn thành tốt nghĩa vụ của một người lính, anh còn được người dân ở địa phương quý mến, và truyền dạy cho môn võ công Capoera, trước khi anh về quê, họ còn tặng cho anh nhiều kỷ vật chứa đựng nét văn hóa của Brasil cũng như môn võ Capoera.
Sau khi xuất ngũ, Stevens được bố trí đảm nhận công tác giảng dạy tại một ngôi trường Trung học nơi anh cư trú. Ngôi trường này vốn nổi tiếng vì thiếu tính kỷ luật và là nơi ẩn náu của các băng đảng ma túy, nhiều em học sinh chơi bời lêu lỏng và hư hỏng. Với tinh thần trách nhiệm của một người thầy và phẩm chất của một người lính, Stevens hết sức nhiệt tình giúp đỡ các em trong học tập, anh còn dùng võ công của mình để bảo vệ cho các em học sinh khi bị bọn du côn bắt nạt và truyền dạy môn võ Capoera cho học sinh để tự vệ.
Với nhiệt huyết của một thanh niên trẻ và chất lính trong người, sự cương nghị không khuất phục khó khăn và bản lĩnh của một người lính, tình yêu thương học sinh của người thầy giáo, Stevens đã đem lại luồng gió mới cho ngôi người, là người phát động phong trào tập võ Capoera trong nhà trường để giúp các em giải trí lành mạnh, tránh xa các tệ nạn xã hội. Phong trào tập võ do anh khởi xướng dần dần lan tỏa và thu hút nhiều em học sinh trong nhà trường, thậm chí thuyết phục được cả Ban giám hiệu của nhà trường (trong đó có các thầy lớn tuổi và khó tính).
Nhưng những tên trùm băng đảng buôn bán ma túy Silverio (do Paco Christian Prieto thủ vai)không dễ buông tha, chúng đánh đập, lôi kéo các em học sinh, hăm dọa Stevens thậm chí còn rình để đánh lén Stevens khi anh đi bộ từ trường về nhà và táo tợn hơn chúng còn đốt cả nhà của Stevens ở khu tập thể dành cho các thầy cô giáo.
Dù vậy Stevens vẫn không nao núng và sợ hãi, anh vẫn quyết tâm bảo vệ cho các em học sinh, dốc lòng truyền dạy môn võ, cảm hóa dần dần các em cá biệt, lêu lổng. Cuối cùng trong một cuộc quyết chiến ở bãi biển giữa Stevens và Silverio, anh đã dùng võ công của mình đánh bại tên trùm đại ca này (sau đó cảnh sát đã bắt tên trùm và đồng bọn).
Đoạn cuối của phim là buỗi lễ tốt nghiệp khóa học, buỗi lễ diễn ra trong không khí xúc động và thật đẹp, Stevens nhận được nhiều lời chúc mừng chân thành của các em học sinh và đặc biệt là mà biểu diễn bế mạc lễ tốt nghiệp và màn biểu diễn môn võ Capoera được thực hiện bởi chính các em học sinh của lớp do Stevens chủ nhiệm và sau đó là màn múa võ chuyên nghiệp của những võ sĩ bạn của anh khi ở Braxil, Stevens được trân trọng mời tham gia cùng biểu diễn. Buổi biểu diễn thành công tốt đẹp với những tràng pháo tay tưng bừng, những niềm vui rộn ràng và là kỷ niệm đẹp của một khóa học.

## Diễn viên
- Mark Dacascos
- Stacey Travis
- Geoffrey Lewis
- Paco Christian Prieto
- Todd Susman
- Jeffrey Anderson-Gunter
- Richard Coca
- Roman Cardwell
- Christian Klemash
- Mellow Man Ace
- Và các diễn viên khác